# Kogels en jarretels
Kogels en jarretels is het 85e album in de reeks de avonturen van Urbanus.

## Verhaal
Urbanus richt in dit album een detective bureau Eurby Detecty op en lost daarmee de beruchte fruitdiefstallen in Tollenbeek op. De fruitdief blijkt zijn moeder Eufrazie te zijn.